# Calligrapha verrucosa
Espèce
Calligrapha verrucosa est une espèce de coléoptères de la famille des Chrysomelidae qui se rencontre dans les Prairies canadiennes.

## Description
Sa livrée est blanc ivoire, à macules asymétriques et noires. Ses yeux sont noirs, sa tête est sombre, et son pronotum varie du vermillon à rouge sanguin. Ses élytres sont ornés au centre d'une bande longitudinale vermillon à rouge, s'évasant en trois lobes étroits dans sa partie supérieure. Ses flancs sont abondamment maculés de points noirs.

## Alimentation
Il s'alimente des feuilles de plusieurs espèces de Saules.